# 郡山女子大学の人物一覧
郡山女子大学の人物一覧（こおりやまじょしだいがくのじんぶついちらん）は、郡山女子大学に関係する人物の一覧記事。

## 著名な教職員
- 関口富左 - 郡山女子大学（創立者、元学長）家政学者
- 下条康麿 - 郡山女子大学 (短期大学部 元副学長) 政治家、社会学者
- 奥秋和夫 - 郡山女子大学（家政科福祉情報専攻 専任助教授） アナウンサー
- 北川圭子 - 郡山女子大学（家政学部人間生活科 教授） インテリアデザイナー
- 佐藤浩明 - 郡山女子大学（家政学部食物栄養学科 准教授） バレーボール指導者
- 松村康平 - 郡山女子大学（家政学部 元教授） 教育学者
- 若松紀志子 - 郡山女子大学（短期大学部音楽科 元教授） ピアニスト
- 高橋哲夫 - 郡山女子大学(短期大学部 教授)　歴史学者
- 石村眞一 - 郡山女子大学特任教授
- 天野秀延 - 郡山女子大学(短期大学部 元教授)
- 鎌田正蔵 - 郡山女子大学の元教授、日本の洋画家

## OB・OG

### 研究者・学者
- 鴫原正世 - 光塩学園女子短期大学 学長

### 文学
- 千世まゆ子 - 児童文学作家(短期大学部)

### 芸術
- 小林ゆうこ - ジャズシンガー(短期大学部)

### 芸能
- 海津ゆうこ - フリーアナウンサー